# Bratstvo svetog Pija X.
Svećeničko bratstvo Svetog Pija X. (lat. Fraternitas Sacerdotalis Sancti Pii X, skr. FSSPX) međunarodna je katolička organizacija koju je 1970. osnovao francuski nadbiskup Marcel Lefebvre. Bratstvo je zagovornik tradicijskog obreda svete mise te se protivi novomu obredu (Novus ordo), kao i pojedinim dokumentima i odlukama Drugoga vatikanskog sabora. Bratstvo priznaje autoritet pape i mjesnih biskupa.  

## Povijest

### Osnutak
U svibnju 1970. godine nadbiskupu Lefebvreu prišli su jedanaestorica bogoslova Francuskoga papinskog sjemeništa u Rimu koji su bili kritizirani zbog „predkoncilskog” shvaćanja nauka Crkve, tražeči od njega savjet gdje nastaviti bogoslovsku formaciju. Nadbiskup ih je prvotno usmjerio na Sveučilište u Freiburgu.
Nedugo nakon toga, dominikanski teolog Marie-Dominique Philippe savjetovao je nadbiskupa da osobno poučava bogoslove. Lefebvre je zatražio odobrenje mjesnoga biskupa Françoisa Charrièrea odobrenje za osnutak crkvene kongregacije. Biskup je odobrio nadbiskupov zahtjev te je Bratstvo ustanovljeno 1. studenoga 1970.. Uskoro je uspostavljena prva bogoslovija u Econeu u koju su sljedeće godine ušla 24 kandidata.
Inicijativa nadbiskupa Lefebvrea već je u ranom razdoblju nailazila na otpor dijela francuskoga klera koji je bio nesklon Lefebvreovim teološkim pozicijama.

### Kanonska vizitacija i suzbijanje Bratstva
1974. ustanovljene je kardinalsko vijeće čija je zadaća bila istražiti pitanje Svećeničkog bratstva. Vijeće je poslalo dvojicu belgijskih svećenika u kanonsku vizitaciju bogoslovije. Potaknut vizitacijom, Lefebvre sastavlja Deklaraciju izričući vjernost „vječnomu Rimu”, naspram liberalnih i neoprotestantskih tendencija „modernističkoga Rima”. 
Sljedeće godine biskup Mamie povlači odobrenje za djelovanje Bratstva, a nadbiskup Lefebvre šalje žalbu Svetoj Stolici držeći takav čin suprotnim kanonskomu pravu. Papa Pavao VI. tada opominje nadbiskupa. 
Unatoč zabrani, koju je smatrao nepravednom te stoga nelegitimnom, nadbiskup Lefebvre 29. lipnja 1976. zaređuje nove svećenike. 1. srpnja ured Svete Stolice objavljuje Lefebvreu jednogodišnju suspenziju ovlasti ređenja svećenika te privremeno uzdržavanje od vršenja službe svećeničkoga reda novozaređenim svećenicima. Bratstvo se protivilo izrečenim mjerama.

### Biskupska ređenja 1988. godine
1988. Lefebvre je s pomoćnim biskupom de Castrom Mayerom zaredio za biskupe četvoricu svojih svećenika (Bernarda Fellaya, Bernarda Tissiera de Malleraisa, Richarda Williamsona i Alfonsa de Galarreta) bez odobrenja pape Ivana Pavla II., što je bila povreda kanona 1382 Zakonika kanonskog prava iz 1983. godine. Idući je dan Kongregacija za biskupe izdala dekret kojim je proglašeno da su nadbiskup Lefebvre i četvorica novozaređenih biskupa navukli na sebe unaprijed izrečenu kanonsku kaznu izopćenja iz Katoličke crkve. Nakon ekskomunikacije, Papa je utemeljio povjerenstvo Ecclesia Dei koje je skrbilo za one članove bratstva koji su htjeli ostati u zajedništvu sa Svetom Stolicom. Neki od njih su pristupili Svećeničkom bratstvu sv. Petra koje je u zajedništvu sa Svetom Stolicom. Nadbiskup Lefebvre više nije provodio daljnja ređenja biskupa.
Papa Benedikt XVI. je 21. siječnja 2009. godine ukinuo ekskomunikaciju četvorici biskupa, kao i cijelomu Bratstvu.

## Ustroj i brojnost
Sadašnji poglavar Svećeničkoga bratstva je talijanski svećenik Davide Pagliarani. 
Prema podatcima iz 2018. godine, Bratstvo ima 637 svećenika koji Misu služe na 772 lokacije, 123 časne braće, 200 časnih sestara, 204 sjemeništaraca u 6 sjemeništa, 56 predsjemeništarca, preko stotinu škola, 7 staračkih domova, 19 sestara misionarki u Keniji te 2 sveučilišta.
Glavno sjemenište Bratstva je u Écôneu u Švicarskoj; ostala se nalaze u Sjedinjenim Američkim Državama (Dyllwyn, Virginia), Francuskoj (Flavigny-sur-Ozerain), Njemačkoj (Zaitzkofen), Australiji (Goulburn) i Argentini (La Reja). Najveći udio svećenika bratstva (njih preko 120) nalazi se u Francuskoj.
Uz FSSPX djeluju muške i ženske prijateljske redovničke zajednice. Od muških zajednica valja istaknuti benediktince (Njemačka, Francuska i SAD), dominikance (Le Bourg, Francuska), kapucine (Morgon), Bratstvo Preobraženja (Merigny, Francuska) te Pomoćnike Krista Kralja (Caussade, Francuska). Od ženskih se zajednica ističu četiri karmela povezana s Bratstvom (SAD i Belgija), više samostana franjevki i dominikanki (kontemplativnih i onih posvećenih poučavanju djece), Sestre od Preobraženja, Učenice Cenakula, Sestre od Presvete Krvi, Sestre utješiteljice Presvetog Srca te Pomoćnice Krista Kralja.
Uz FSSPX je također povezano grkokatoličko Društvo sv. Jozafata te njima pridružene sestre bazilijanke, kao i grkokatoličko Bratstvo sv. Ivana, Preteče našega Gospodina (FSIPD).

## Vanjske poveznice
Ostali projekti
|  | Zajednički poslužitelj ima još gradiva o temi Bratstvo svetog Pija X. |

Mrežna sjedišta
- Službena stranica (engl.)(fr.)
- Američki ogranak Bratstva (engl.)
- Kanadski ogranak Bratstva (engl.)(fr.)
- Međunarodno sjemenište svetog Pija X. u Écôneu  Arhivirana inačica izvorne stranice od 9. veljače 2009. (Wayback Machine) (fr.)(engl.)
- Christus Rex - blog za promicanje katoličke tradicije
- Tradicionalna latinska Misa